# Caccobius cribrarius
Caccobius cribrarius là một loài bọ cánh cứng trong họ Bọ hung (Scarabaeidae).